# La Noë-Blanche
La Noë-Blanche település Franciaországban, Ille-et-Vilaine megyében. Lakosainak száma 1007 fő (2022. január 1.). La Noë-Blanche Bain-de-Bretagne, La Dominelais, Grand-Fougeray, Sainte-Anne-sur-Vilaine és Guipry-Messac községekkel határos.

## Népesség
A település népességének változása:
| Lakosok száma | 744  | 878  | 862  | 978  | 959  | 981  | 1002 | 1022 | 1017 | 1007 |
|               | 1968 | 1982 | 1990 | 2006 | 2013 | 2015 | 2017 | 2019 | 2020 | 2022 |